# Mozilla Fennec
A Mozilla Fennec a Mozilla Firefox mobiltelefonokra szánt változata. Nevét a Szaharában élő, kis termetű sivatagi róka angol nevéről kapta (mivel a Firefox kisebb verziója).
A végleges verzió 2010. január 29-én jelent meg, egyelőre csak Nokia Maemo alapú N800/N810 készülék alá, de hamarosan megjelenik Windows Mobile-ra is. A Symbian OS-alapú mobiltelefonokra is készül a böngésző.
Érdekesség, hogy asztali gépen is kipróbálható a program, ugyanis a Mozilla Linux, Mac OS X és Windows platformra is kiadott egy tesztverziót.